# Pedro Gil Flores
Pedro Gil Flores (Manta, 1971-Manta, 21 de enero de 2022) fue un poeta ecuatoriano, alumno de Miguel Donoso Pareja.

## Biografía
A los diez años de edad fue inspirado al mundo de la literatura por un ejemplar de Crimen y castigo, desde la adolescencia fue tallerista de Donoso Pareja. Publicó su primer poemario a los 17 años, "Paren la guerra que yo no juego". Al ingresar a la universidad se involucró en la drogadicción y el alcoholismo, y a los 25 años estuvo preso en la penitenciaría de Guayaquil. En el 2008 sobrevivió a un atentado donde recibió diecisiete puñadas, de donde viene el nombre de uno de sus libros. A los 41 años  fue diagnosticado con esquizofrenia paranoide e internado en un psiquiátrico de la ciudad de Quito.

### Fallecimiento
Murió el 21 de enero de 2022 en un accidente de tránsito, en el momento de ser atropellado no llevaba consigo sus documentos de identificación, no habiendo sido reconocido, fue trasladado a la morgue de Manta en condición de no identificado, sus familiares denunciaron su desaparición por varios días, hasta que cinco días después, en que se estableció quien era, se confirmó su deceso.

## Obras
Entre sus obras publicadas desde el año 1988, con el libro Paren la guerra que yo no juego. Publicó también otros libros como Delirum tremens (1993), Con unas arrugas en la sangre (1996) y He llevado una vida feliz (2001),Los poetas duros no lloran (2001), Sano juicio (2004), 17 puñaladas no son nada (2009), Crónico, Poemas del Psiquiátrico Sagrado Corazón (2012), el libro de cuentos El Príncipe de los canallas (2014), Bukowski, te están jodiendo (2015).